# Хромат кадмия
Хромат кадмия — неорганическое соединение,
соль кадмия и хромовой кислоты с формулой CdCrO4,
жёлтые кристаллы,
не растворяется в воде.

## Получение
- Нагревание оксидов кадмия и хрома:

{\displaystyle {\mathsf {CdO+CrO_{3}\ {\xrightarrow {200^{o}C}}\ CdCrO_{4}}}}

## Физические свойства
Хромат кадмия образует жёлтые кристаллы
ромбической сингонии,
пространственная группа A mam,
параметры ячейки a = 0,6893 нм, b = 0,8674 нм, c = 0,5674 нм, Z = 4.
При повышении температуры происходит переход в
моноклинную сингонию,
пространственная группа C 2/m,
параметры ячейки a = 1,0397 нм, b = 0,9675 нм, c = 0,7094 нм, β = 101,52°, Z = 8.
При повышении температуры (200-450°С) и давления (40 кбар) происходит переход в
тетрагональную сингонию,
пространственная группа I 41/a,
параметры ячейки a = 0,4960 нм, c = 1,1548 нм, Z = 4.
Не растворяется в воде.
Образует кристаллогидрат состава CdCrO4•2H2O, а также кристаллосольваты
CdCrO4•NH3•H2O и CdCrO4•4NH3•3H2O.

## Применение
- Пигмент «кадмий жёлтый».